# Dipterocarpus costatus
Dipterocarpus costatus е вид растение от семейство Dipterocarpaceae.

## Разпространение
Видът е разпространен в Бангладеш, Виетнам, Индия (Андамански острови), Камбоджа, Лаос, Малайзия (Западна Малайзия), Мианмар и Тайланд.